# Casa a l'avinguda Catalunya, 31 (Tàrrega)
Casa a l'avinguda Catalunya, 31 és una obra de Tàrrega (Urgell) protegida com a Bé Cultural d'Interès Local.

## Descripció
Edifici entre mitgeres de secció quadrangular amb planta baixa i dos pisos. La façana principal està configurada per tres eixos de composició vertical amb el parament d'aparell encoixinat a la planta baixa i buixardat a la resta, on s'emmarca amb faixes llises. Pel que fa a les obertures, a la planta baixa hi ha una porta d'accés, una porta cotxera i una finestra, separades cadascuna amb pilastres. A la planta noble s'hi obre una tribuna al centre, formada per un cos rectangular flanquejat per dos balcons. A la segona planta un balcó situat damunt de la tribuna és flanquejat per dues finestres. Remata l'edifici l'ampli voladís de la coberta que deuxa entreveure les bigues i mènsules de fusta. Del conjunt destaquen els treballs en ferro forjat a les baranes, amb ornaments clàssics, i la marqueteria a la porta d'accés i a la tribuna.